# 予算教書
予算教書（よさんきょうしょ）とは大統領制を取る国において大統領から議会に対して予算について勧告する文書のこと。

## 概要
主にアメリカ合衆国の政治において用いられる。
厳格な三権分立の政治制度であるアメリカ合衆国では行政権の長である大統領は議会に議席を持たず、議会に対する議案提出権もない。代わりにアメリカ合衆国憲法第2条第3節第1項で「大統領は議会に情報を与え、必要と思う政策について議会に審議を勧告できる」と規定されている。この規定に基づいて大統領は議会に文書という形で教書を送付する。アメリカ政治において10月から始まる来年度予算の編成方針に関する教書が予算教書（Budget Request）である。予算教書は一般教書（一般教書演説 State of the Union Address）、経済教書（大統領経済報告 Economic Report）と並ぶ三大教書の一つである。
通例は1月又は2月に議会に送付される。1年間の歳出方針だけでなく、歳入に関する税制方針や中長期的な経済・財政運営や向こう5年間の歳入・歳出見通し等も示される。
第二次世界大戦終了後は世界の大国であるアメリカ合衆国における大統領の予算教書はアメリカ合衆国の国家としての経済・財政の指標になるのをはじめ、国防費や対外援助費等も含まれているため、毎年世界中から注目されている。
予算教書には拘束力はなく、予算決議案は9月までに上下両院がまとめる。なお大統領には議会が作った予算案に対する拒否権を行使することができ、両院3分の2以上の再可決がないと拒否権を覆すことはできない。そのため、大統領と議会が予算について互いにけん制しあう形になっている。実際には、大統領の拒否権構造もあるため、議会は予算案について大統領の予算教書の中身を尊重し相当程度反映する政治情勢となっている。一方で大統領が議会が可決した予算案に拒否権を行使する一方で議会が大統領に妥協しないような双方が譲歩しない場合は予算空白となり政府閉鎖という事態が発生することもある。